# Villa del Prefetto
La villa del Prefetto è un giardino pubblico di Potenza, annesso al Palazzo del Governo.

## Storia
Il giardino nacque nel XIX secolo con la creazione delle terrazze e delle scalinate che le uniscono; in origine apparteneva anche al convento di San Francesco e veniva usato per funzioni agricole.
Fu trasformato in un parco solo nel 1934, riprendendo lo stile del Rinascimento. L'apertura al pubblico avvenne solo circa 30 anni dopo, ma il giardino rimase a lungo chiuso per manutenzione. Dalla riapertura, l'area verde è utilizzata per ospitare vari eventi della festa patronale di San Gerardo, che si tiene nel mese di maggio.
Nell'estate 2021 il parco è stato sede di un cinema all'aperto.